# 10000000
10000000 (mười triệu) là một số tự nhiên ngay sau 9999999 và ngay trước 10000001.